# Flux de paquets
Pour les articles homonymes, voir Flux.
Sur un réseau de commutation de paquets, le flux de paquets, le flux du trafic ou le flux du réseau désigne une succession de paquets d'un ordinateur source vers une destination, qui peut être une autre machine, un groupe multicast, ou un réseau broadcast. La RFC 2722 définit le flux de paquets comme une « logique artificielle équivalente à un appel ou une connexion ». La RFC 3697 définit le flux du trafic comme « succession de paquets envoyés d'une source donnée vers une destination particulière de type unicast, anycast ou multicast que la source souhaite labelliser comme étant un flux. Le flux peut être considéré comme la somme de tous les paquets [en mode connecté sur la couche transport] ou [un flux audio ou vidéo].  ». Le flux est également défini dans la RFC 3917 comme « un ensemble de paquets IP [passé sur un point donné du]  réseau durant un certain intervalle de temps.  ».